# Swizzling
Swizzling (nebo též operace či operátor swizzle) označuje v počítačové grafice „přeskládání“ jednotlivých složek vektoru, přičemž složky se mohou opakovat nebo mohou být vynechány. Mějme například vektor A = {1, 2, 3, 4}, jehož složky jsou x, y, z a w v daném pořadí. Potom můžeme vypočíst vektor B = A.wwxy, přičemž výsledný vektor bude roven B = {4, 4, 1, 2}. Tato operace se často používá v jazycích pro psaní shaderů (například jazyky GLSL, HLSL nebo Cg).